# Gramvoússa
Gramvoússa (grec moderne : Γραμβούσα), est le nom de deux îles au nord-ouest de la Crète, à la pointe de la péninsule de Gramvoússa. 

## Présentation
La baie située entre les deux îlots porte aussi le nom de baie de Gramvoússa et abrite la célèbre lagune de Bálos. L'endroit était également connu à l'époque vénitienne en italien comme Garabusa ou Grabusa. La région porte parfois le nom de Grabuse en français.
La première île porte le nom d'Ágria Gramvoússa (grec moderne : Άγρια Γραμβούσα, la « Gramvoússa sauvage ») et sert de zone de pâturage pour les chèvres.
La deuxième plus hospitalière nommée proprement Gramvoússa ou Ímeri Gramvoússa (de) (grec moderne : Ήμερη Γραμβούσα, la « Gramvoussa calme ») abrite les restes d'un fort.
Gramvoússa est aujourd'hui visitée par des milliers de touristes, chaque année, à cause de sa baie aux eaux turquoise.
Administrativement, les îles appartiennent au dème de Kíssamos.
Il existe un îlot portant le même nom au cap sud-ouest d'Amorgós. Étienne de Byzance et Strabon évoquent, en outre, une île de Kramvoussa, située près de Séleucie d'Isaurie.

## Forteresse de Gramvoussa
Les Vénitiens construisirent sur Ímeri Gramvoússa une forteresse entre 1579 et 1583, lorsque la république de Venise avait le pouvoir total sur la Crète, dont le but était de protéger davantage l'île de l'Empire ottoman. 
Celle-ci explosa en 1588, l'entrepôt de poudre ayant été touché par la foudre. On la reconstruisit en 1630. 
Lorsque la guerre de Candie prit fin et que Candie tomba, après 21 ans de siège, avec toute la Crète aux mains des Turcs, le 16 septembre 1669, les Vénitiens conservèrent Gramvoússa et les deux autres forteresses fortes sur les îlots crétois de Soúda et Spinalónga. Ces îlots permettaient aux Vénitiens de maintenir le commerce dans la région dans l'espoir de reconquérir la Crète, et étaient un refuge pour les fugitifs chrétiens crétois.
Au moment du déclenchement de la dernière guerre vénitiano-turque ou « guerre de Morée », le capitaine napolitain de la Giocca, trahit les Vénitiens en livrant Gramvoússa aux Ottomans contre un généreux pot-de-vin le 6 décembre 1691. Les Ottomans le récompensèrent pour son action, il vécut jusqu'à la fin de sa vie à Constantinople avec les honneurs et le titre de « Capitaine Gramvoússa ».
Lorsque la guerre d'indépendance grecque éclate en 1821, l'îlot tombe aux mains des insurgés. Arrivé en Crète en 1823, le représentant du gouvernement révolutionnaire, Emmanuel Tombazis, ne parvint pas à renforcer suffisamment les défenses de Gramvoússa et la forteresse fut reprise par les Turcs.
En août 1825, un corps de 400 rebelles crétois ainsi que d'autres Grecs arrivés du Péloponnèse débarque en Crète. Le 9 août 1825, sous la conduite de Dimitrios Kallergis et d'Emmanouil Antoniadis, ce groupe de Crétois, déguisés en Turcs, s'empare du fort de Gramvoussa. Les mouvements qui ont suivi et renforcé la rébellion crétoise sont connus sous le nom de « période de Gramvoussa ». 
Bien que les Ottomans n'aient pas réussi à reprendre le fort, ils ont réussi à bloquer la propagation de l'insurrection aux provinces occidentales des îles. Les insurgés ont été assiégés à Gramvoússa pendant plus de deux ans et ils ont dû recourir à la piraterie pour survivre. Gramvoússa est devenue une ruche d'activités pirates qui ont grandement affecté la navigation turco-égyptienne et européenne dans la région.
En 1828, le gouverneur de la Grèce, Ioánnis Kapodístrias, agacé par l'irresponsabilité des pirates, envoie Aléxandros Mavrokordátos avec des navires anglais et français pour les soumettre. Cette expédition aboutit à la destruction de tous les navires pirates à Gramvoússa et le fort passa sous contrôle britannique. Le 5 janvier 1828, sur ordre de Kapodístrias, Hatzimichalis Dalianis (el) débarque à Gramvoússa avec 700 hommes. 
Lors de la révolte crétoise de 1878, seuls les forts de Gramvoússa, Ierápetra, Spinalónga, Héraklion, Réthymnon, La Canée et Kíssamos ne sont pas capturés par les insurgés car ils ne disposaient pas de l'artillerie nécessaire.

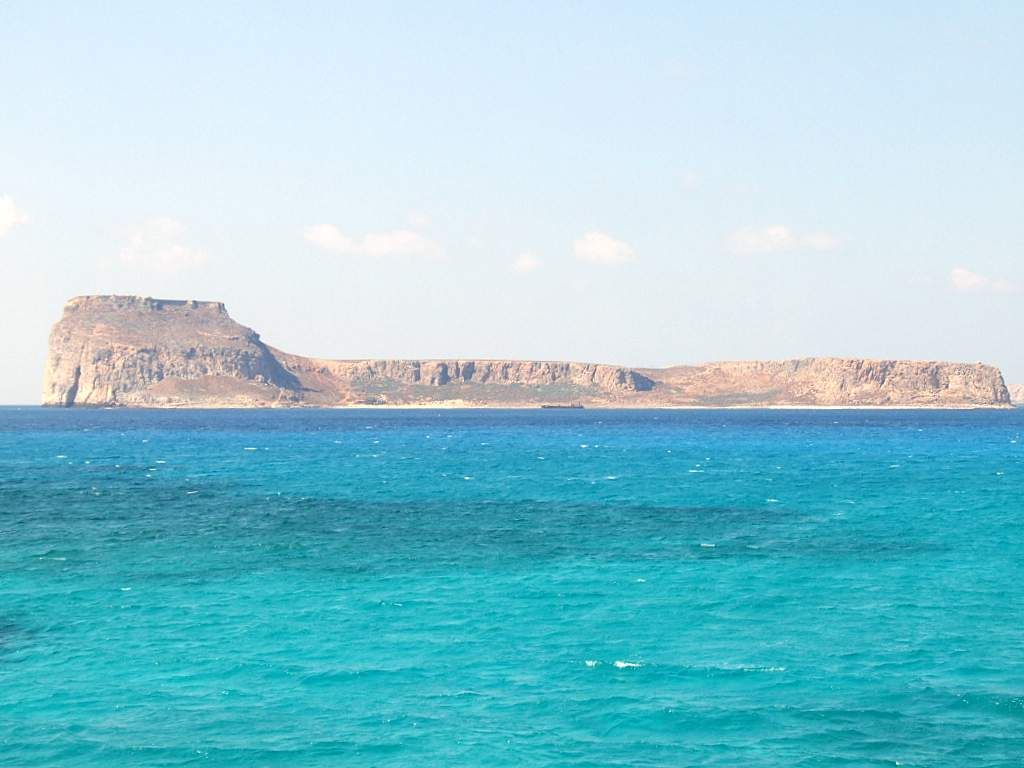
L'île d’Ímeri Gramvoússa.
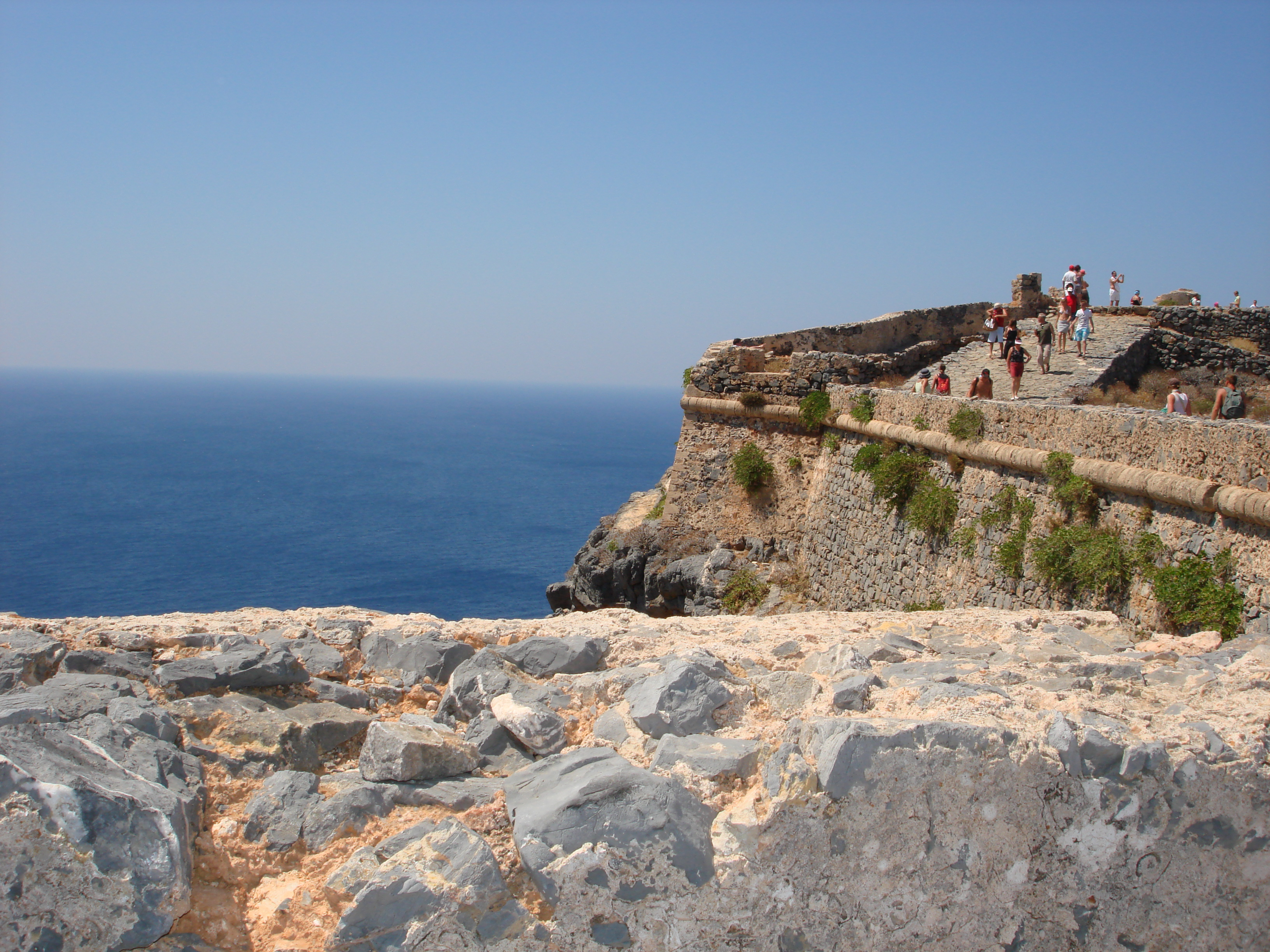
La forteresse de Gramvoússa sur l'île d’Ímeri Gramvoússa.